# سيليستينا (رواية)

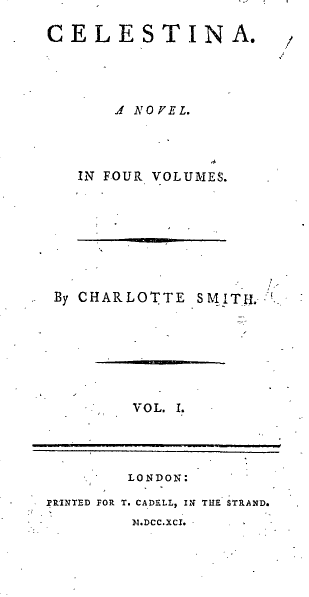
Title page from the first edition of volume one of Celestina

سيليستينا هي رواية إنجليزية في القرن الثامن عشر وثالث رواية للشاعرة شارلوت تيرنر سميث. نشرت الرواية في عام 1791 من قبل توماس كديل ، تحكي قصة يتيمة التي تكتشف سر نسبها وتزوج الرجل الذي تحبه. إنها رواية مغازلة تتابع قصة سندريلا النموذجية بينما لا تزال تعلق على القضايا السياسية المعاصرة.
سيليستينا هو هجاء لفصول اللغة الإنجليزية التقليدية والافتراضات بين الجنسين، ولا سيما فكرة أن النبل متصل بالمرتبة أو الثروة. تكمن قيمة البطلة في «روحها البشرية المستنيرة» ؛  إنها ذات قيمة في نفسها. كنموذج للقراء الشباب ، كانت سيليستينا تتحرر - كانت مستقلة وحازمة. في حين أن سيليستينا هي بطلة الإحساس الذي تعتمد على مشاعرها في تطوير التعاطف مع الآخرين ، فإن البطل هو ويلوغبي ، وهو الأكثر عاطفية على الإطلاق ، وهو عكس الارتباط النمطي للمشاعر القوية مع الأنوثة. في هذه الرواية ، فإن النساء اللائي يبقين أقوياء والرجال هم فريسة لمشاعرهم.
طوال الرواية، شملت سميث صوراً لنفسها وزوجها. كان القراء مهتمين بقصتها الشخصية واشتروا أعمالها لاكتشاف ما كان يحدث في حياتها ، ولذلك شملت تفاصيل السير الذاتية بالكاد في الرواية.
تم استقبال الرواية بشكل جيد من قبل المراجعين، ثم ركضت في النهاية إلى أربع طبعات خلال أعوام 1790. ومع ذلك، لم يتم نشر الرواية مرة أخرى حتى 2000s. أجابت جين أوستن، التي قرأت روايات سميث أثناء نشرها، على وصفها للحساسية مع العقل والعاطفة.